# La strada di Wigan Pier
La strada di Wigan Pier (The Road to Wigan Pier) è un libro dello scrittore britannico George Orwell, pubblicato per la prima volta nel 1937. La prima metà di questo lavoro documenta le sue ricerche sociologiche sulle condizioni di vita desolate tra la classe operaia nel Lancashire e nello Yorkshire, nel nord industriale dell'Inghilterra, prima della seconda guerra mondiale. La seconda metà è un lungo saggio sulla sua educazione della classe media e sullo sviluppo della sua coscienza politica, mettendo in discussione gli atteggiamenti britannici verso il socialismo. Orwell afferma chiaramente che lui stesso è a favore del socialismo, ma ritiene necessario indicare i motivi per cui molte persone che trarrebbero beneficio dal socialismo e dovrebbero logicamente sostenerlo, sono in pratica probabilmente forti oppositori.
Secondo il biografo di Orwell Bernard Crick, l'editore Victor Gollancz cercò prima di convincere l'agente di Orwell ad acconsentire a che l'edizione del Left Book Club consistesse esclusivamente nella prima metà descrittiva del libro. Al rifiuto, Gollancz scrisse un'introduzione al libro. "Victor non ha potuto sopportare di respingerlo, anche se il suo suggerimento di omettere la seconda metà 'ripugnante' dell'edizione Club è stato respinto. In questa occasione Victor, seppure nervosamente, ha annullato le obiezioni del Partito Comunista a favore del suo istinto editoriale. Il suo compromesso è stato di pubblicare il libro con [un'introduzione] piena di buone critiche, critiche ingiuste e mezze verità."
Il libro è alle prese con "la realtà sociale e storica della sofferenza della depressione nel nord dell'Inghilterra, - Orwell non desidera semplicemente elencare mali e ingiustizie, ma penetrare in ciò che considera l'oblio della classe media, - il correttivo di Orwell a tale falsità viene innanzitutto dall'immersione del suo proprio corpo - una misura suprema di verità per Orwell - direttamente nell'esperienza della miseria".

## Sfondo
Orwell presentò il dattiloscritto di Keep the Aspidistra Flying a Gollancz il 15 gennaio 1936. Ad un certo punto nei giorni seguenti Gollancz gli chiese di prendere in considerazione un nuovo progetto: scrivere un libro sulla disoccupazione e le condizioni sociali nell'Inghilterra settentrionale depressa economicamente. Nel periodo dal 31 gennaio al 30 marzo 1936, Orwell visse a Wigan, Barnsley e Sheffield facendo ricerche per il libro.
Gollancz non era solo un editore di successo, ma anche un riformatore sociale dedicato. "Essendo un riformatore sociale, un socialista e un idealista, Gollancz aveva una fede indiscussa, forse eccessivamente ottimista nell'educazione; se solo si potesse far conoscere la natura della povertà, pensava, vorrebbe sradicarla, rimuovere dal potere il governo che lo ha tollerato e ha trasformato il sistema economico che l'ha portato in essere ". Tuttavia, essendo un editore di successo, sapeva che per raggiungere un vasto pubblico aveva bisogno di qualcosa di più di una raccolta di fatti, statistiche, grafici e conclusioni dogmatiche.
L'idea che si trattasse di una commissione specifica con un anticipo di 500£ - due anni di reddito per Orwell all'epoca - si basa su un ricordo di Geoffrey Gorer che dichiarò durante un'intervista per il programma televisivo Omnibus di Melvyn Bragg nel 1970. Egli riferì che Gollancz aveva offerto a Orwell 500£ per sottoscrivere il viaggio, e che senza il supporto di Gollancz, Orwell non sarebbe mai andato. I biografi recenti, tuttavia, non menzionano questo fatto. Il 1º aprile 1936, Orwell affittò un cottage nel remoto villaggio di Wallington, nell'Hertfordshire, dove scrisse The Road to Wigan Pier. Il biografo Michael Shelden sottolinea che l'affitto per il cottage era inferiore a 2£ al mese.
Orwell, oltre a vivere dei frutti della campagna, integrò le sue entrate gestendo il cottage come negozio del villaggio. Eppure, scrivendo a Jack Common nell'aprile del 1936 sull'allestimento di un negozio, "Orwell sembra qualcuno che trovava difficile ottenere 20£ per rifornire i suoi scaffali, piuttosto che un uomo che aveva ricevuto 500£ solo un paio di mesi prima". Quando si trattò di sposarsi, Orwell scrisse a Gorer: "Non dovrei mai essere economicamente giustificato nel matrimonio, quindi potrei anche essere ingiustificato ora come in seguito". DJ Taylor sostiene che questi fattori, e il fatto che Gollancz non sembra fosse una persona che potesse disporre di una tale somma, suggeriscono che Gorer stesse confondendo gli eventuali guadagni di Orwell provenienti dal libro con un piccolo contributo per spese vive che Gollancz potrebbe avergli dato.
Orwell partì per il viaggio l'ultimo giorno di gennaio 1936, dopo aver rinunciato al suo lavoro al "Booklovers 'Corner" e al suo appartamento a Kentish Town; non avrebbe più vissuto a Londra fino al 1940. Non aveva fatto piani, ma Richard Rees aveva promesso di inviargli nomi di persone nel nord collegate a The Adelphi o alla Adelphi Summer School che potrebbero aiutarlo - Orwell si era creato anche una rete di contatti attraverso il National Unemployed Workers 'Movement. Uno di questi contatti NUWM era Jack Hilton, un autore della classe operaia di Rochdale. Orwell scrisse a Hilton in cerca di alloggio e chiedendo consigli sulla strada da seguire. Hilton non fu in grado di fornirgli alloggio, ma gli suggerì di recarsi a Wigan piuttosto che a Rochdale, "perché ci sono le pinze e sono roba buona". Per i successivi due mesi Orwell seguì un percorso da Birmingham a Manchester a Leeds. Ha tenuto un diario dal 31 gennaio al 25 marzo, che registra il materiale non ritoccato che avrebbe sviluppato nella prima parte di The Road to Wigan Pier.
Per tre settimane nel febbraio del 1936 egli rimase a Wigan, la fermata più lunga che avrebbe fatto; a Marzo fu assegnato allo Yorkshire - Sheffield, Leeds, Barnsley. Aveva completato una prima bozza del libro entro ottobre e aveva inviato la versione finale a Moore a dicembre. Gollancz pubblicò l'opera sotto il Left Book Club (club del libro di sinistra), il che diede a Orwell una diffusione molto più elevata delle sue opere precedenti. Tuttavia, Gollancz temeva che la seconda metà avrebbe offeso i lettori del Club del libro di sinistra e inserì una prefazione accomodante al libro mentre Orwell era in Spagna. L'edizione originale comprendeva 32 illustrazioni che erano fotografie di minatori di carbone gallesi e di baraccopoli nell'East End di Londra. Orwell non scelse le immagini e il loro inserimento potrebbe non essere stata una sua idea.

## Struttura
Il libro è diviso in due sezioni.
Prima parte
George Orwell inizia a descrivere la vita della classe operaia nelle desolate zone industriali delle Midlands Occidentali, dello Yorkshire e del Lancashire. Ha trascorso il suo tempo vivendo tra la gente e come tale le sue descrizioni sono dettagliate e vivide.
Il primo capitolo descrive la vita della famiglia Brooker, un esempio più ricco della classe operaia settentrionale. Hanno un negozio e un alloggio economico nella loro casa. Orwell descrive le persone anziane che vivono in casa e le loro condizioni di vita.
Il secondo capitolo descrive la vita dei minatori e le condizioni in una miniera di carbone. Orwell descrive come andò in una miniera di carbone per osservare i procedimenti e spiega come veniva distribuito il carbone. Le condizioni di lavoro sono molto povere. Questa è la parte del libro più spesso citata.
Il terzo capitolo descrive la situazione sociale del minatore medio. Vengono discusse le condizioni igieniche e finanziarie. Orwell spiega perché la maggior parte dei minatori non guadagna effettivamente quanto si crede talvolta.
Il capitolo quattro descrive la situazione abitativa nel nord industriale. C'è una carenza abitativa nella regione e quindi le persone hanno maggiori probabilità di accettare alloggi scadenti. Le condizioni abitative sono pessime.
Il capitolo cinque esplora la disoccupazione e Orwell spiega che le statistiche sulla disoccupazione dell'epoca sono fuorvianti.
Il capitolo sei tratta del cibo del minatore medio e di come, sebbene generalmente abbiano abbastanza soldi per comprare cibo, la maggior parte delle famiglie preferisce comprare qualcosa di gustoso per arricchire la loro noiosa vita. Ciò porta alla malnutrizione e alla degenerazione fisica in molte famiglie.
Il capitolo sette descrive la bruttezza delle città industriali nel nord dell'Inghilterra.
Seconda parte
Contrariamente al semplice documentario della prima parte del libro, nella seconda parte Orwell discute la rilevanza del socialismo nel migliorare le condizioni di vita. Questa sezione si rivelò controversa.
Orwell definisce le sue premesse iniziali in modo molto semplice:
1. Le condizioni spaventose descritte nella prima parte sono tollerabili? (No)
2. Il socialismo è "applicato con tutto il cuore come sistema mondiale" in grado di migliorare quelle condizioni? (Sì)
3. Perché allora non siamo tutti socialisti?

Il resto del libro consiste nel tentativo di Orwell di rispondere a questa difficile domanda. Sottolinea che la maggior parte delle persone che litigano contro il socialismo non lo fanno a causa di semplici motivi egoistici o perché non credono che il sistema funzionerebbe, ma per ragioni emotive più complesse, che (secondo Orwell) la maggior parte dei socialisti fraintendono. Identifica cinque problemi principali:
1. Pregiudizio di classe. Questo è reale ed è viscerale. I socialisti della classe media non si fanno favori fingendo che non esista e, glorificando il lavoratore manuale, tendono ad alienare la larga parte della popolazione che è economicamente operaia ma culturalmente classe media.
2. Culto della macchina. Orwell trova colpevole la maggior parte dei socialisti. Orwell stesso è diffidente nei confronti del progresso tecnologico per se stesso e pensa che porti inevitabilmente a morbidezza e decadenza. Sottolinea che la maggior parte delle utopie socialiste tecnicamente avanzate e immaginarie sono mortalmente noiose. HG Wells in particolare è criticato per questi motivi.
3. Irritabilità. Tra molti altri tipi di persone, Orwell specifica che le persone che hanno la barba o indossano sandali, vegetariani e nudisti contribuiscono alla reputazione negativa del socialismo tra molte persone più convenzionali.
4. Linguaggio rigido. Coloro che ribadiscono le loro frasi con "notwithstandings"(malgrado) e "heretofores"(fino ad ora) e si accalorano quando discutono di materialismo dialettico difficilmente otterranno un sostegno molto popolare.
5. Mancata concentrazione sulle basi. Il socialismo dovrebbe riguardare la decenza comune e le giuste quote per tutti piuttosto che l'ortodossia politica o la coerenza filosofica.

Nel presentare questi argomenti, Orwell assume il ruolo di avvocato del diavolo. Afferma molto chiaramente che lui stesso è a favore del socialismo ma ritiene necessario sottolineare i motivi per cui molte persone, che trarrebbero beneficio dal socialismo e dovrebbero logicamente sostenerlo, sono in pratica probabilmente forti oppositori.
L'editore di Orwell, Victor Gollancz, era così preoccupato che questi passaggi sarebbero stati male interpretati e che i membri (per lo più di classe media) del Left Book Club sarebbero stati offesi, che ha aggiunto una prefazione in cui solleva alcuni avvertimenti sulle affermazioni di Orwell in Seconda parte. Suggerisce, ad esempio, che Orwell possa esagerare il disprezzo viscerale che le classi medie inglesi sostengono per la classe operaia, aggiungendo tuttavia che "Potrei essere un cattivo giudice della domanda, poiché sono ebreo e ho superato gli anni della mia prima infanzia in una comunità ebraica abbastanza vicina e, tra ebrei di questo tipo, non esistono distinzioni di classe".
Altre preoccupazioni che Gollancz solleva è che Orwell dovrebbe respingere istintivamente movimenti come il pacifismo o il femminismo in quanto incompatibili o controproducenti con la causa socialista, e che Orwell si affida troppo a un concetto emotivo mal definito del socialismo. Gollancz afferma che Orwell "non definisce per niente cosa intenda per socialismo" in The Road to Wigan Pier. La prefazione non appare in alcune edizioni moderne del libro, sebbene sia stata inclusa, ad esempio, nella prima edizione americana di Harcourt Brace Jovanovich negli anni '50.
Successivamente Gollancz pubblicò la prima parte da solo, contro i desideri di Orwell, e si rifiutò di pubblicare Omaggio alla Catalogna.

## Titolo del libro
A Orwell fu chiesto di Wigan Pier in un programma radiofonico nel dicembre 1943. Egli rispose: "Beh, temo di doverti dire che Wigan Pier non esiste. Ho fatto un viaggio appositamente per vederlo nel 1936 e non riuscivo a trovarlo. Esisteva una volta, tuttavia, e a giudicare dalle fotografie doveva essere lungo circa venti piedi. " Il "molo" originale a Wigan era una stazione di carico del carbone, probabilmente un pontile di legno, dove i carri di carbone di una miniera nelle vicinanze venivano scaricati in chiatte in attesa sul canale. Si ritiene che il molo di legno originale sia stato demolito nel 1929, con il ferro proveniente dal cassone ribaltabile venduto come rottame.
Sebbene un molo sia una struttura costruita nell'acqua dalla riva, in Gran Bretagna il termine ha la connotazione di una vacanza al mare. Nell'intervista radiofonica del 1943, Orwell elaborò il nome di Wigan Pier: "Wigan si trova nel mezzo delle aree minerarie. Il paesaggio è prevalentemente di scorie [-] Wigan è sempre stato scelto come simbolo della bruttezza delle aree industriali. Un tempo, su uno dei canali fangosi che correvano intorno alla città, c'era un molo di legno in rovina; e per scherzo qualcuno ha soprannominato questo Wigan Pier. Lo scherzo prese piede a livello locale, e poi i comici della sala da musica lo presero, e sono quelli che sono riusciti a mantenere in vita Wigan Pier come sinonimo".
Geograficamente, Wigan Pier è il nome dato oggi all'area intorno al canale in fondo al volo di serrature Wigan sul canale di Leeds e Liverpool.

## Recensioni e critiche
Il libro fu recensito il 14 marzo 1937 da Edward Shanks, per The Sunday Times, e da Hugh Massingham, per The Observer.
Harry Pollitt, leader nel Partito Comunista della Gran Bretagna, recensì il libro in modo molto aspro, nell'edizione del 17 marzo 1937 del Daily Worker, sebbene anche lui sia "stato costretto a concedere qualche merito alla sua prima parte".
Accoglienza iniziale
In generale, i primi recensori di The Road to Wigan Pier hanno elogiato la rappresentazione di Orwell della classe operaia nella parte I. Il poeta Edith Sitwell ha scritto "l'orrore dell'inizio ... è insuperabile. Sembra fare per il mondo moderno ciò che Engels fece per il mondo tra il 1840 e il 1850. Ma con questa differenza, Orwell è uno scrittore nato, mentre Engels, sebbene ardente e splendido spirito, non era semplicemente uno scrittore. " Le risposte alla parte II, quando il libro si è trasformato dal reportage in un mix di politica, polemiche e autobiografia selettiva, sono state più varie, che vanno dall'elogio alla rabbia e all'indignazione. La recensione di Arthur Calder-Marshall del 20 marzo 1937 su Time and Tide celebra il successo di Orwell e può essere sintetizzata dalla prima riga: "Del libro di Orwell, c'è poco da dire se non lode".
Questo sentimento è condiviso in una recensione di Hamish Miles a New Statesman e Nation il 1º maggio 1937. Miles scrive che The Road to Wigan Pier "è un libro vivo e vivace dall'inizio alla fine. L'onesto Tory deve affrontare ciò che dice e implica, e anche l'onesto socialista deve affrontare anche lui. " Douglas Goldring, scrivendo a Fortnightly nell'aprile del 1937, descrive il libro come "bello" e "inquietante", e come Miles raccomanda vivamente che sia i conservatori che i socialisti lo leggano. In Tribune il 12 marzo 1937, Walter Greenwood definisce la Parte I "autentica e di prim'ordine" ma era più ambivalente verso la Parte II: "[Nella Parte II, Orwell] ti tiene con lui un momento e ti provoca oltre la resistenza... Non ricordo di essere stato così infuriato per molto tempo che da alcune delle cose che dice qui. "
HJ Laski, co-fondatore del Left Book Club, scrisse una recensione nel marzo del 1937 su Left News che ripropone i principali argomenti della prefazione di Gollancz. Laski afferma che la Parte I è "un'ammirevole propaganda per le nostre idee" ma che la Parte II non è all'altezza: "Ma avendo, molto abilmente, raffigurato una malattia, Orwell fa ciò che fanno così tante persone ben intenzionate: avendo bisogno di un rimedio (sa che è socialismo), invece offre un incantesimo. Pensa che un appello alla "libertà" e alla "giustizia", sulla base di fatti come lui ha descritto, porterà le persone a precipitarsi l'una sull'altra nel Partito Socialista... Questa opinione si basa su errori così elementari che dovrei dubitare della necessità di spiegarli come errori se non fosse che ci sono così tante persone che condividono l'opinione dell'onorevole Orwell. Il suo errore di base è la convinzione che tutti intendiamo le stesse cose per libertà e giustizia. Più enfaticamente no. "
Nel numero di aprile del 1937 del Left News Gollancz riferì che il libro aveva prodotto "lettere più e più interessanti di qualsiasi altra scelta del club. Il libro ha fatto, forse in misura maggiore rispetto a qualsiasi libro precedente, ciò che il Club dovrebbe fare: ha provocato il pensiero e la discussione del tipo più acuto. Mentre i membri con una formazione nel socialismo scientifico sono rimasti sorpresi dall'ingenuità della seconda parte, l'hanno trovato prezioso, dimostrando quanta educazione devono ancora fare". I biografi di Orwell Stansky e Abrahams notarono: "Ma Gollancz e Laski, credendo in un socialismo scientifico piuttosto che emotivo, credendo (nel 1937) che fosse ancora possibile equipaggiare le persone per combattere contro la guerra e il fascismo, furono colti in una distorsione temporale: la storia li stava lasciando alle spalle. Orwell in Spagna stava continuando la sua educazione - in una vera guerra contro il fascismo - ed era molto diverso da qualsiasi cosa immaginata dai selezionatori del Left Book Club. Ciò che stava imparando aveva meno a che fare con il socialismo scientifico che con la moralità della politica, e avrebbe cambiato la sua vita. "
Una trasmissione radiofonica di David Pownall, Scrivendo su Wigan Pier, con Adrian Scarborough come Orwell, è stata trasmessa dalla BBC Radio Four nel 2010.

## Edizioni italiane
- La strada di Wigan Pier, trad. di Giorgio Monicelli, Collana I Quaderni della Medusa n.45, Milano, Arnoldo Mondadori Editore, 1960; Introduzione di Francesco Marroni, Collana Oscar, Mondadori, Milano 1982-1993.
- La strada per Wigan Pier, Collana Highlander, Edizioni Clandestine, 2021, ISBN 978-88-659-6982-3.
- La strada di Wigan Pier, traduzione di Alberto Prunetti, Prefazione di Wu Ming 4, Collana Working Class n.5, Roma, Edizioni Alegre, 2021, ISBN 978-88-320-6761-3.